# Manchester United F.C. mùa giải 1999–2000
Mùa giải 1999–2000 là mùa giải thứ 8 của Manchester United tại Premier League và là mùa thứ 25 liên tiếp thi đấu ở giải đấu cao nhất của bóng đá Anh. United lên ngôi vô địch Premier League lần thứ 6 sau 8 mùa giải và trở thành câu lạc bộ bóng đá Anh đầu tiên giành được Intercontinental Cup (Cúp Liên lục địa) khi họ đánh bại Palmeiras ở Tokyo. Tuy nhiên, họ đã không thể bảo vệ thành công chức vô địch UEFA Champions League khi để thua Real Madrid với tổng tỷ số 2–3 ở tứ kết.
Câu lạc bộ đã gây tranh cãi khi không tham dư Cúp FA theo yêu cầu của Hiệp hội bóng đá Anh để thi đấu Giải vô địch bóng đá thế giới các câu lạc bộ khai mạc tại Brasil.
Mark Bosnich, thủ môn dự bị của United giai đoạn từ năm 1989 đến 1991, trở lại câu lạc bộ để thay thế cho Peter Schmeichel nhưng không đáp ứng được kỳ vọng. Vào tháng 9, câu lạc bộ đã mua thủ môn người Ý Massimo Taibi. Tuy nhiên, Taibi đã mắc phải một số sai lầm nghiêm trọng và phải trở về quê hương vào cuối mùa giải chỉ sau 5 trận bắt cho United. Thủ môn dự bị lâu năm Raimond van der Gouw được tin tưởng bắt chính và đã thể hiện một phong độ khá tốt, nhưng ở tuổi 37 vào cuối mùa giải, rõ ràng là anh sẽ không phải là một giải pháp lâu dài. Sau đó, United đã giải quyết cuộc khủng hoảng ở vị trí thủ môn bằng cách đem về Fabien Barthez với giá 7,8 triệu bảng từ AS Monaco. Những tân binh khác của United còn có hậu vệ người Pháp Mikaël Silvestre và cầu thủ chạy cánh Quinton Fortune người Nam Phi. Jesper Blomqvist và Wes Brown đã bỏ lỡ toàn bộ mùa giải này do chấn thương.

## Trước mùa giải và giao hữu
| Ngày                 | Đối thủ              | H / A | Kết quả F–A | Cầu thủ ghi bàn                                    | Khán giả |
| -------------------- | -------------------- | ----- | ----------- | -------------------------------------------------- | -------- |
| 15 tháng 7 năm 1999  | Úc                   | N     | 2–0         | Blomqvist 45', Butt 74'                            | 71,215   |
| 18 tháng 7 năm 1999  | Úc                   | N     | 1–0         | Yorke 24'                                          | 78,032   |
| 21 tháng 7 năm 1999  | Thân Hoa Thượng Hải  | A     | 2–0         | Solskjær 60', Sheringham 69'                       | 80,000   |
| 24 tháng 7 năm 1999  | South China          | A     | 2–0         | Sheringham 20', Cole 23'                           | 40,000   |
| 30 tháng 7 năm 1999  | Bristol Rovers       | A     | 2–2         | Solskjær 7', Healy 87'                             | 10,534   |
| 3 tháng 8 năm 1999   | Omagh Town           | A     | 9–0         | Clegg (2), Cole (2), Sheringham (4), Nixon (p.l.n) | 7,000    |
| 4 tháng 8 năm 1999   | Wigan Athletic       | A     | 2–0         | Scholes, Solskjær                                  | 15,000   |
| 11 tháng 10 năm 1999 | Rest of the World XI | H     | 2–4         | Sheringham 43', Scholes 87'                        | 54,842   |

## Siêu cúp Anh
| Ngày               | Đối thủ | H / A | Kết quả F–A | Cầu thủ ghi bàn | Khán giả |
| ------------------ | ------- | ----- | ----------- | --------------- | -------- |
| 1 tháng 8 năm 1999 | Arsenal | N     | 1–2         | Yorke 37'       | 70,185   |

## Siêu cúp châu Âu
| Ngày                | Đối thủ | H / A | Kết quả F–A | Cầu thủ ghi bàn | Khán giả |
| ------------------- | ------- | ----- | ----------- | --------------- | -------- |
| 27 tháng 8 năm 1999 | Lazio   | N     | 0–1         |                 | 14,461   |

## Giải Ngoại hạng Anh
| Ngày                      | Đối thủ             | H / A | Kết quả F–A | Cầu thủ ghi bàn                                                                  | Khán giả | Thứ hạng |
| ------------------------- | ------------------- | ----- | ----------- | -------------------------------------------------------------------------------- | -------- | -------- |
| ngày 8 tháng 8 năm 1999   | Everton             | A     | 1–1         | Yorke 7'                                                                         | 39,141   | 9        |
| ngày 11 tháng 8 năm 1999  | Sheffield Wednesday | H     | 4–0         | Scholes 9', Yorke 35', Cole 54', Solskjær 84'                                    | 54,941   | 3        |
| ngày 14 tháng 8 năm 1999  | Leeds United        | H     | 2–0         | Yorke (2) 77', 80'                                                               | 55,187   | 1        |
| ngày 22 tháng 8 năm 1999  | Arsenal             | A     | 2–1         | Keane (2) 59', 88'                                                               | 38,147   | 1        |
| ngày 25 tháng 8 năm 1999  | Coventry City       | A     | 2–1         | Scholes 63', Yorke 75'                                                           | 22,024   | 1        |
| ngày 30 tháng 8 năm 1999  | Newcastle United    | H     | 5–1         | Cole (4) 14', 46', 65', 71', Giggs 81'                                           | 55,190   | 1        |
| ngày 11 tháng 9 năm 1999  | Liverpool           | A     | 3–2         | Carragher (2) 4' (o.g.), 45' (o.g.), Cole 18'                                    | 44,929   | 1        |
| ngày 18 tháng 9 năm 1999  | Wimbledon           | H     | 1–1         | Cruyff 74'                                                                       | 55,189   | 1        |
| ngày 25 tháng 9 năm 1999  | Southampton         | H     | 3–3         | Sheringham 34', Yorke (2) 38', 64'                                               | 55,249   | 1        |
| ngày 3 tháng 10 năm 1999  | Chelsea             | A     | 0–5         |                                                                                  | 34,909   | 2        |
| ngày 16 tháng 10 năm 1999 | Watford             | H     | 4–1         | Yorke 40', Cole (2) 42', 50', Irwin 45' (pen.)                                   | 55,188   | 2        |
| ngày 23 tháng 10 năm 1999 | Tottenham Hotspur   | A     | 1–3         | Giggs 24'                                                                        | 36,072   | 3        |
| ngày 30 tháng 10 năm 1999 | Aston Villa         | H     | 3–0         | Scholes 30', Cole 45', Keane 65'                                                 | 55,211   | 2        |
| ngày 6 tháng 11 năm 1999  | Leicester City      | H     | 2–0         | Cole (2) 30', 83'                                                                | 55,191   | 1        |
| ngày 20 tháng 11 năm 1999 | Derby County        | A     | 2–1         | Butt 53', Cole 84'                                                               | 33,370   | 1        |
| ngày 4 tháng 12 năm 1999  | Everton             | H     | 5–1         | Irwin 27' (pen.), Solskjær (4) 29', 43', 52', 58'                                | 55,193   | 1        |
| ngày 18 tháng 12 năm 1999 | West Ham United     | A     | 4–2         | Yorke (2) 9', 63', Giggs (2) 13', 20'                                            | 26,037   | 1        |
| ngày 26 tháng 12 năm 1999 | Bradford City       | H     | 4–0         | Fortune 75', Yorke 79', Cole 88', Keane 89'                                      | 55,188   | 1        |
| ngày 28 tháng 12 năm 1999 | Sunderland          | A     | 2–2         | Keane 27', Butt 87'                                                              | 42,026   | 2        |
| ngày 24 tháng 1 năm 2000  | Arsenal             | H     | 1–1         | Sheringham 74'                                                                   | 58,293   | 2        |
| ngày 29 tháng 1 năm 2000  | Middlesbrough       | H     | 1–0         | Beckham 87'                                                                      | 61,267   | 1        |
| ngày 2 tháng 2 năm 2000   | Sheffield Wednesday | A     | 1–0         | Sheringham 74'                                                                   | 39,640   | 1        |
| ngày 5 tháng 2 năm 2000   | Coventry City       | H     | 3–2         | Cole (2) 40', 55', Scholes 77'                                                   | 61,380   | 1        |
| ngày 12 tháng 2 năm 2000  | Newcastle United    | A     | 0–3         |                                                                                  | 36,470   | 1        |
| ngày 20 tháng 2 năm 2000  | Leeds United        | A     | 1–0         | Cole 52'                                                                         | 40,160   | 1        |
| ngày 26 tháng 2 năm 2000  | Wimbledon           | A     | 2–2         | Cruyff 30', Cole 80'                                                             | 26,129   | 1        |
| ngày 4 tháng 3 năm 2000   | Liverpool           | H     | 1–1         | Solskjær 45'                                                                     | 61,592   | 1        |
| ngày 11 tháng 3 năm 2000  | Derby County        | H     | 3–1         | Yorke (3) 13', 70', 72'                                                          | 61,619   | 1        |
| ngày 18 tháng 3 năm 2000  | Leicester City      | A     | 2–0         | Beckham 33', Yorke 84'                                                           | 22,170   | 1        |
| ngày 25 tháng 3 năm 2000  | Bradford City       | A     | 4–0         | Yorke (2) 38', 40', Scholes 71', Beckham 79'                                     | 18,276   | 1        |
| ngày 1 tháng 4 năm 2000   | West Ham United     | H     | 7–1         | Scholes (3) 24', 51', 63' (pen.), Irwin 27', Cole 45', Beckham 66', Solskjær 73' | 61,611   | 1        |
| ngày 10 tháng 4 năm 2000  | Middlesbrough       | A     | 4–3         | Giggs 46', Cole 60', Scholes 74', Fortune 88'                                    | 34,775   | 1        |
| ngày 15 tháng 4 năm 2000  | Sunderland          | H     | 4–0         | Solskjær (2) 3', 51', Butt 65', Berg 70'                                         | 61,612   | 1        |
| ngày 22 tháng 4 năm 2000  | Southampton         | A     | 3–1         | Beckham 8', Benali 15' (o.g.), Solskjær 30'                                      | 15,245   | 1        |
| ngày 24 tháng 4 năm 2000  | Chelsea             | H     | 3–2         | Yorke (2) 11', 69', Solskjær 40'                                                 | 61,593   | 1        |
| ngày 29 tháng 4 năm 2000  | Watford             | A     | 3–2         | Yorke 69', Giggs 71', Cruyff 87'                                                 | 20,250   | 1        |
| ngày 6 tháng 5 năm 2000   | Tottenham Hotspur   | H     | 3–1         | Solskjær 5', Beckham 34', Sheringham 36'                                         | 61,629   | 1        |
| ngày 14 tháng 5 năm 2000  | Aston Villa         | A     | 1–0         | Sheringham 65'                                                                   | 39,217   | 1        |

## Cúp Liên đoàn Anh
| Ngày                 | Vòng đấu | Đối thủ     | H / A | Kết quả F–A | Cầu thủ ghi bàn | Khán giả |
| -------------------- | -------- | ----------- | ----- | ----------- | --------------- | -------- |
| 13 tháng 10 năm 1999 | Vòng 3   | Aston Villa | A     | 0–3         |                 | 33,815   |

## UEFA Champions League

### Vòng bảng thứ nhất
| Ngày                 | Đối thủ        | Sân nhà/khách | Tỉ số | Cầu thủ ghi bàn                | Số lượng khán giả | Thứ hạng |
| -------------------- | -------------- | ------------- | ----- | ------------------------------ | ----------------- | -------- |
| 14 tháng 9 năm 1999  | Croatia Zagreb | H             | 0–0   |                                | 53,250            | 3        |
| 22 tháng 9 năm 1999  | Sturm Graz     | A             | 3–0   | Keane 16', Yorke 31', Cole 33' | 16,480            | 2        |
| 29 tháng 9 năm 1999  | Marseille      | H             | 2–1   | Cole 79', Scholes 83'          | 53,993            | 1        |
| 19 tháng 10 năm 1999 | Marseille      | A             | 0–1   |                                | 56,732            | 2        |
| 27 tháng 10 năm 1999 | Croatia Zagreb | A             | 2–1   | Beckham 32', Keane 49'         | 27,500            | 1        |
| 2 tháng 11 năm 1999  | Sturm Graz     | H             | 2–1   | Solskjær 56', Keane 65'        | 53,745            | 1        |

### Vòng bảng thứ hai
| Ngày                 | Đối thủ    | Sân nhà/khách | Tỉ số | Cầu thủ ghi bàn                      | Số lượng khán giả | Thứ hạng |
| -------------------- | ---------- | ------------- | ----- | ------------------------------------ | ----------------- | -------- |
| 23 tháng 11 năm 1999 | Fiorentina | A             | 0–2   |                                      | 36,002            | 3        |
| 8 tháng 12 năm 1999  | Valencia   | H             | 3–0   | Keane 38', Solskjær 47', Scholes 70' | 54,606            | 2        |
| 1 tháng 3 năm 2000   | Bordeaux   | H             | 2–0   | Giggs 41', Sheringham 84'            | 59,786            | 2        |
| 7 tháng 3 năm 2000   | Bordeaux   | A             | 2–1   | Keane 33', Solskjær 84'              | 30,130            | 1        |
| 15 tháng 3 năm 2000  | Fiorentina | H             | 3–1   | Cole 20', Keane 33', Yorke 70'       | 59,926            | 1        |
| 21 tháng 3 năm 2000  | Valencia   | A             | 0–0   |                                      | 40,419            | 1        |

### Vòng đấu loại trực tiếp
| Ngày                | Vòng           | Đối thủ     | Sân nhà/khách | Tỉ số | Cầu thủ ghi bàn                 | Số lượng khán giả |
| ------------------- | -------------- | ----------- | ------------- | ----- | ------------------------------- | ----------------- |
| 4 tháng 4 năm 2000  | Tứ kết Lượt đi | Real Madrid | A             | 0–0   |                                 | 64,119            |
| 19 tháng 4 năm 2000 | Tứ kết Lượt về | Real Madrid | H             | 2–3   | Beckham 64', Scholes 88' (pen.) | 59,178            |

## Cúp liên lục địa
| Ngày             | Đối thủ   | Sân nhà/khách | Tỉ số | Cầu thủ ghi bàn | Số lượng khán giả |
| ---------------- | --------- | ------------- | ----- | --------------- | ----------------- |
| 30 tháng 11 1999 | Palmeiras | N             | 1–0   | Keane 35'       | 53,372            |

## FIFA Club World Championship

### Vòng bảng
| Ngày                | Đối thủ         | Sân nhà/khách | Tỉ số | Cầu thủ ghi bàn     | Số lượng khán giả | Thứ hạng |
| ------------------- | --------------- | ------------- | ----- | ------------------- | ----------------- | -------- |
| 6 tháng 1 năm 2000  | Necaxa          | N             | 1–1   | Yorke 88'           | 50.000            | 2        |
| 8 tháng 1 năm 2000  | Vasco da Gama   | N             | 1–3   | Butt 81'            | 73.000            | 3        |
| 11 tháng 1 năm 2000 | South Melbourne | N             | 2–0   | Fortune (2) 8', 20' | 25.000            | 3        |

## Thống kê đội hình
| STT | STT tại FIFA Club World Championship | Vị trí | Tên                  | Ngoại hạng Anh | Ngoại hạng Anh | League Cup | League Cup | Cúp châu Âu | Cúp châu Âu | Club World Championship | Club World Championship | Khác | Khác | Tổng cộng | Tổng cộng |
| STT | STT tại FIFA Club World Championship | Vị trí | Tên                  | Trận           | Bàn            | Trận       | Bàn        | Trận        | Bàn         | Trận                    | Bàn                     | Trận | Bàn  | Trận      | Bàn       |
| --- | ------------------------------------ | ------ | -------------------- | -------------- | -------------- | ---------- | ---------- | ----------- | ----------- | ----------------------- | ----------------------- | ---- | ---- | --------- | --------- |
| 1   | 1                                    | TM     | Mark Bosnich         | 23             | 0              | 1          | 0          | 7           | 0           | 2                       | 0                       | 2    | 0    | 35        | 0         |
| 2   | 2                                    | HV     | Gary Neville         | 22             | 0              | 0          | 0          | 9           | 0           | 2                       | 0                       | 2    | 0    | 35        | 0         |
| 3   | 3                                    | HV     | Denis Irwin          | 25             | 3              | 0          | 0          | 13          | 0           | 2                       | 0                       | 2    | 0    | 42        | 3         |
| 4   | –                                    | HV     | David May            | 0(1)           | 0              | 0          | 0          | 1           | 0           | 0                       | 0                       | 0(1) | 0    | 1(2)      | 0         |
| 5   | –                                    | HV     | Ronny Johnsen        | 2(1)           | 0              | 0          | 0          | 0           | 0           | 0                       | 0                       | 0    | 0    | 2(1)      | 0         |
| 6   | 6                                    | HV     | Jaap Stam            | 33             | 0              | 0          | 0          | 13          | 0           | 2                       | 0                       | 3    | 0    | 51        | 0         |
| 7   | 7                                    | TV     | David Beckham        | 30(1)          | 6              | 0          | 0          | 12          | 2           | 1(1)                    | 0                       | 3    | 0    | 46(2)     | 8         |
| 8   | 8                                    | TV     | Nicky Butt           | 21(11)         | 3              | 0          | 0          | 4(2)        | 0           | 2                       | 1                       | 2    | 0    | 29(13)    | 4         |
| 9   | 9                                    | TĐ     | Andy Cole            | 23(5)          | 19             | 0          | 0          | 13          | 3           | 2                       | 0                       | 2    | 0    | 40(5)     | 22        |
| 10  | 10                                   | TĐ     | Teddy Sheringham     | 15(12)         | 5              | 0          | 0          | 3(6)        | 1           | 0(2)                    | 0                       | 1(2) | 0    | 19(22)    | 6         |
| 11  | 11                                   | TV     | Ryan Giggs           | 30             | 6              | 0          | 0          | 11          | 1           | 2                       | 0                       | 1    | 0    | 44        | 7         |
| 12  | 12                                   | HV     | Phil Neville         | 25(4)          | 0              | 0          | 0          | 6(3)        | 0           | 2(1)                    | 0                       | 2    | 0    | 35(8)     | 0         |
| 13  | –                                    | HV     | John Curtis          | 0(1)           | 0              | 1          | 0          | 0           | 0           | 0                       | 0                       | 0(1) | 0    | 1(2)      | 0         |
| 14  | 14                                   | TV     | Jordi Cruyff         | 1(7)           | 3              | 1          | 0          | 1(3)        | 0           | 1(1)                    | 0                       | 1(1) | 0    | 5(12)     | 3         |
| 15  | –                                    | TV     | Jesper Blomqvist     | 0              | 0              | 0          | 0          | 0           | 0           | 0                       | 0                       | 0    | 0    | 0         | 0         |
| 16  | 16                                   | TV     | Roy Keane (c)        | 28(1)          | 5              | 0          | 0          | 12          | 6           | 2                       | 0                       | 2    | 1    | 44(1)     | 12        |
| 17  | 17                                   | TM     | Raimond van der Gouw | 11(3)          | 0              | 0          | 0          | 7           | 0           | 1                       | 0                       | 1    | 0    | 20(3)     | 0         |
| 18  | –                                    | TV     | Paul Scholes         | 27(4)          | 9              | 0          | 0          | 11          | 3           | 0                       | 0                       | 3    | 0    | 41(4)     | 12        |
| 19  | 19                                   | TĐ     | Dwight Yorke         | 29(3)          | 20             | 0          | 0          | 9(2)        | 2           | 2                       | 1                       | 1(1) | 1    | 41(6)     | 24        |
| 20  | 20                                   | TĐ     | Ole Gunnar Solskjær  | 15(13)         | 12             | 1          | 0          | 4(7)        | 3           | 2(1)                    | 0                       | 2(1) | 0    | 24(22)    | 15        |
| 21  | 21                                   | HV     | Henning Berg         | 16(6)          | 0              | 0          | 0          | 11(1)       | 0           | 1                       | 0                       | 2    | 0    | 30(7)     | 0         |
| 23  | –                                    | HV     | Michael Clegg        | 0(2)           | 0              | 1          | 0          | 1(1)        | 0           | 0                       | 0                       | 0    | 0    | 2(3)      | 0         |
| 24  | –                                    | HV     | Wes Brown            | 0              | 0              | 0          | 0          | 0           | 0           | 0                       | 0                       | 0    | 0    | 0         | 0         |
| 25  | 22                                   | TV     | Quinton Fortune      | 4(2)           | 2              | 0          | 0          | 1(3)        | 0           | 1(1)                    | 2                       | 0    | 0    | 6(6)      | 4         |
| 26  | –                                    | TM     | Massimo Taibi        | 4              | 0              | 0          | 0          | 0           | 0           | 0                       | 0                       | 0    | 0    | 4         | 0         |
| 27  | 5                                    | HV     | Mikaël Silvestre     | 30(1)          | 0              | 0          | 0          | 2(2)        | 0           | 2                       | 0                       | 1    | 0    | 35(3)     | 0         |
| 28  | 4                                    | HV     | Danny Higginbotham   | 2(1)           | 0              | 1          | 0          | 0(1)        | 0           | 1                       | 0                       | 0    | 0    | 4(2)      | 0         |
| 30  | 23                                   | HV     | Ronnie Wallwork      | 0(5)           | 0              | 1          | 0          | 0           | 0           | 1                       | 0                       | 0    | 0    | 2(5)      | 0         |
| 31  | –                                    | TM     | Nick Culkin          | 0(1)           | 0              | 0          | 0          | 0           | 0           | 0                       | 0                       | 0    | 0    | 0(1)      | 0         |
| 33  | 18                                   | TV     | Mark Wilson          | 1(2)           | 0              | 0          | 0          | 2(1)        | 0           | 1                       | 0                       | 0    | 0    | 4(3)      | 0         |
| 34  | 15                                   | TV     | Jonathan Greening    | 1(3)           | 0              | 1          | 0          | 1(1)        | 0           | 1                       | 0                       | 0(1) | 0    | 4(5)      | 0         |
| 37  | –                                    | HV     | John O'Shea          | 0              | 0              | 1          | 0          | 0           | 0           | 0                       | 0                       | 0    | 0    | 1         | 0         |
| 38  | –                                    | TĐ     | David Healy          | 0              | 0              | 0(1)       | 0          | 0           | 0           | 0                       | 0                       | 0    | 0    | 0(1)      | 0         |
| 39  | –                                    | TV     | Luke Chadwick        | 0              | 0              | 1          | 0          | 0           | 0           | 0                       | 0                       | 0    | 0    | 1         | 0         |
| 41  | –                                    | TV     | Richard Wellens      | 0              | 0              | 0(1)       | 0          | 0           | 0           | 0                       | 0                       | 0    | 0    | 0(1)      | 0         |
| 42  | –                                    | TV     | Michael Twiss        | 0              | 0              | 1          | 0          | 0           | 0           | 0                       | 0                       | 0    | 0    | 1         | 0         |
| –   | 13                                   | TM     | Paul Rachubka        | 0              | 0              | 0          | 0          | 0           | 0           | 0(1)                    | 0                       | 0    | 0    | 0(1)      | 0         |